# Annette Schavanová
Annette Schavanová, nepřechýleně Annette Schavan (* 10. června 1955 v Jüchenu), je německá politička za Křesťanskodemokratickou unii, od 22. listopadu 2005 do 9. února 2013 spolková ministryně pro vzdělání a výzkum, nejprve v první a pak ve
druhé vládě Angely Merkelové. Dříve byla v letech 1995–2005 ministryní školství v Bádensku-Württembersku.
V roce 1980 získala titul PhD. v oboru pedagogiky na univerzitě Heinricha Heineho v Düsseldorfu. V roce 2012 se objevilo anonymní udání z plagiátorství a univerzita po přezkoumání titul v roce 2013 Schavanové odebrala. Následně se objevily názory, že by Schavanová měla opustit funkci ministryně školství. Schavanová to odmítala, v čemž ji podporovala i kancléřka Angela Merkelová. Nakonec se ale 9. února 2013 rozhodla odstoupit.